# Squalius cephalus
El bagre (Squalius cephalus) es una especie de peces ciprínidos de agua dulce incluidos en el orden Cypriniformes, distribuidos ampliamente por ríos de Europa y Asia.

## Características
Es un ciprínido de mayor tamaño que otras especies del género Squalius. Los ejemplares adultos pueden alcanzar tallas de 600 mm y 8 kg de peso. Tiene el cuerpo alargado con un pedúnculo caudal largo y estrecho, la cabeza es larga y ancha, con la aleta dorsal retrasada. La coloración del cuerpo es plateada con las aletas más oscuras llegando en algunos ejemplares a tener las aletas pelvianas y anales de color rojizo.

## Hábitat
Habita aguas claras y corrientes, aunque en los pequeños ríos costeros se le encuentra también en remansos. Alimentación omnívora prefiriendo los artrópodos y pequeños peces.

## Distribución
Se distribuye por la mayor parte de Europa desde España hasta Rusia, Azerbaiyán, Georgia, Armenia y Turquía.
En la península ibérica se localiza sobre todo en Cataluña.

## Amenazas
Las principales amenazas para la conservación de esta especie son la introducción de especies exóticas, la mayoría piscívoras, en los ríos ibéricos, como el pez sol, los peces-gato (Ameiurus melas e Ictalurus punctatus), black-bass, el siluro y el lucio y la construcción de infraestructuras hidráulicas, la extracción de agua para fines agrícolas junto con la extracción de áridos, que destruye los frezaderos.